# Angelines Fernández
Pour les articles homonymes, voir Fernández.
Angelines Fernández Abad est une actrice de radio et de télévision mexicaine d'origine espagnole née le 9 juillet 1922 à Madrid et décédée le 25 mars 1994 à Mexico. Elle est surtout connue pour avoir interprété le personnage de Dona Clotilde (La Bruja del 71) dans la série télévisée mexicaine El Chavo del Ocho de Roberto Gomez Bolanos.

## Biographie
Née en Espagne, elle s'est exilée au Mexique en 1947, pour fuir la dictature de Francisco Franco.
Elle travailla au Mexique dans des séries télévisées grâce à l'invitation de son compatriote Ángel Garasa, et fut actrice dans des séries radiodiffusées  de la radio XEW. Elle a participé à des films avec le grand comique mexicain Cantinflas, et Arturo de Córdova, faisant donc partie de l'Âge d'Or du cinéma mexicain. Son rôle le plus connu fut celui qu'elle interpréta durant 23 ans dans la série El Chavo del Ocho, où elle incarnait le personnage de Doña Clotilde, surnommée "la bruja del 71" ("la sorcière du 71", parce qu'elle habitait dans l'appartement portant ce numéro), secrètement amoureuse du personnage don Ramón. Elle avait obtenu ce rôle grâce à Ramón Valdés, qui la présenta à Roberto Gómez Bolaños.
Elle mourut en 1994 d'un cancer du poumon.

## Filmographie

### À la télévision
- Divers programmes de Roberto Gómez Bolaños....Divers personnages
- El Chavo del Ocho.... Doña Clotilde 'La Bruja del 71'
- Ha llegado una intrusa (1974)
- El Chapulín Colorado (1973)
- Rafael (1970)
- Encadenados (1969)
- Sonata de otoño (1966)
- La duquesa (1966)
- Tu eres un extraño (1965)
- La intrusa (1964)
- Teatro del cuatro (1964)
- La herida del tiempo (1962)
- La madrastra (1962)
- La familia del 10(1961)
- La telaraña (1961)
- Un amor en la sombra (1960)
- El hombre de oro (1960)
- Gabriela (1960)
- Cadenas de amor (1959)
- Teresa (telenovela de 1959) Teresa (1959)

### Au cinéma
- Sor Batalla (1990)
- Dos judiciales en aprietos (1990)
- Bella entre las flores (1990).... Doña Perfecta de Rico
- Charrito (1984).... Maquillista
- Don raton y don ratero (1983).... Sirvienta
- El chanfle II (1982)
- El chanfle (1979)
- Oye Salomé! (1978)
- El agente viajero (1975)
- Traiganlos vivos o muertos (1974)
- El cielo y tu (1971).... Mujer de iglesia conservadora
- El profe (1971).... Mamá de Martín
- Un Quijote sin mancha (1969).... Prudencia Pingaron
- Corona de lágrimas (1968).... Mercedes Ancira
- Despedida de casada (1968)
- Esta noche si (1968)
- Un novio para dos hermanas (1967)
- Estrategia matrimonial (1967)
- Fuera de la ley (1966)
- El padrecito (1964).... Sara, sœur de Damian
- Mi vida es una canción (1963)
- El esqueleto de la señora Morales (1960)
- Mi niño, mi caballo y yo (1959)
- Misterios de la magia negra (1958).... Laura
- El águila negra contra los enmascarados de la muerte (1958)
- El diario de mi madre (1958).... Leonor
- Maternidad imposible (1955)